# Filip Twardzik
Filip Twardzik (* 10. Februar 1993 in Třinec) ist ein tschechischer Fußballspieler. Er besitzt neben der tschechischen Staatsbürgerschaft auch die deutsche.

## Karriere

### Verein
Filip Twardzik wurde in Třinec, das zur Region Mähren-Schlesien gehört, geboren. Zusammen mit seinem Zwillingsbruder Patrik begann er bei Sachsen Leipzig mit dem Fußballspielen, weil der Vater der beiden in dieser Zeit beim Klub aus dem Leipziger-Stadtteil Leutzsch in der Oberliga Nordost spielte. Ab 2007 spielte er ein Jahr lang beim FC Rot-Weiß Erfurt und danach für Hertha BSC. Im Februar 2009 unterschrieb Filip gemeinsam mit Patrik einen langfristigen Vertrag bei Celtic Glasgow. Nachdem er zwei Jahre hauptsächlich in der Jugend gespielt hatte, debütierte Filip Twardzik im Januar 2012 in der 4. Runde des Schottischen Pokals gegen den FC Peterhead, als er für Giorgos Samaras eingewechselt wurde. Zu seinen Debüt in der Scottish Premier League kam er im April desselben Jahres gegen den FC Kilmarnock, nachdem er für den Mannschaftskapitän Scott Brown eingewechselt worden war. Nach sechs Jahren im Celtic-Trikot wechselte der Mittelfeldspieler im Januar 2015 zu den Bolton Wanderers nach England.
Am 26. Juli 2017 wechselte Twardzik in die Fotbalová národní liga, der 2. Liga in Tschechien zum MFK Vítkovice. Sein Debüt gab er am 3. Spieltag beim 1:1 gegen den 1. SC Znojmo am 11. August 2017. Zur Saison 2018/19 verpflichtete ihn der slowakische Erstligist MFK Ružomberok. Hier absolvierte er bis 2020 insgesamt 39 Ligaspiele mit 7 Treffern. In der Spielzeit 2020/2021 wechselte er in die Erste tschechische Fußballliga, der höchsten Spielklasse in Tschechien zum MFK Karviná. Nach 11 verbuchten Ligaspielen kehrte er im Januar 2021 in die Slowakei zurück und lief für Spartak Trnava auf. Für Trnava kam er zu 27 Einsätzen, in denen er vier Tore erzielte.
Im Januar 2022 wechselte Twardzik zum österreichischen Bundesligisten LASK, bei dem er einen bis Juni 2025 laufenden Vertrag erhielt. Für den LASK kam er bis Saisonende zu fünf Einsätzen in der Bundesliga. In der Saison 2022/23 spielte er bis zur Winterpause ausschließlich für die Amateure des LASK. Im Januar 2023 kehrte er daraufhin leihweise nach Trnava zurück. Für Trnava kam er bis Saisonende zwölfmal in der Fortuna liga zum Einsatz.

### Nationalmannschaft
Filip Twardzik debütierte im September 2008 in der tschechischen U-16. Mit der U-17 nahm er 2010 an der U-17-Europameisterschaft teil. Im Jahr 2011 wurde er erstmals in der U-19 eingesetzt.

## Erfolge
- 4 × Schottischer Meister: 2012 (1 Einsatz), 2013 (2 Einsätze), 2014 (1 Einsatz), 2015 (1 Einsatz)
- Finalist-Slowakischer Fußballpokal: 2019/2020

## Persönliches
Er ist der Zwillingsbruder von Patrik der ebenso Fußballprofi ist. Sein älterer Bruder Dan spielte zwischen 2013 und 2015 als Torhüter beim FC Motherwell. Sein Vater, René Twardzik, spielte als Torwart einige Zeit in Deutschland bei Sachsen Leipzig und Rot-Weiß Erfurt.